# Lozère megye településtársulásai
Lozère megyében 2008-ban 23 településtársulás (intercommunalité) működik. A megye 185 községe közül 176 a tagja valamelyik településtársulásnak.

## Aubrac-Lot-Causse Településtársulás
2005. december 30. óta
- Banassac
- Canilhac
- La Canourgue
- Les Hermaux
- Laval-du-Tarn
- Saint-Germain-du-Teil
- Saint-Pierre-de-Nogaret
- Saint-Saturnin
- Les Salces
- La Tieule
- Trélans

## Causse du Massegros Településtársulás
1996. december 31. óta
- Le Massegros
- Le Recoux
- Saint-Georges-de-Lévéjac
- Saint-Rome-de-Dolan
- Les Vignes

## Cévenne des Hauts Gardons Településtársulás
2001. december 31. óta
- Gabriac
- Moissac-Vallée-Française
- Molezon
- Le Pompidou
- Sainte-Croix-Vallée-Française
- Saint-Martin-de-Lansuscle

## Cévennek-Mont Lozère-i Településtársulás
2004. december 30. óta
- Fraissinet-de-Lozère
- Le Pont-de-Montvert
- Saint-Andéol-de-Clerguemort
- Saint-Frézal-de-Ventalon
- Saint-Maurice-de-Ventalon

## Châteauneuf-de-Randon kanton Településtársulás
1996. december 30. óta
- Arzenc-de-Randon
- Châteauneuf-de-Randon
- Chaudeyrac
- Laubert
- Montbel
- Pierrefiche
- Saint-Jean-la-Fouillouse
- Saint-Sauveur-de-Ginestoux

## Felső-Allier Településtársulás
2006. december 7. óta
- Auroux
- Chastanier
- Cheylard-l’Évêque
- Fontanes
- Langogne
- Luc
- Naussac
- Rocles
- Saint-Flour-de-Mercoire

## Gévaudani Településtársulás
2003. december 30. óta
- Antrenas
- Le Buisson
- Chirac
- Gabrias
- Grèzes
- Marvejols
- Le Monastier-Pin-Moriès
- Montrodat
- Palhers
- Recoules-de-Fumas
- Saint-Bonnet-de-Chirac
- Saint-Laurent-de-Muret
- Saint-Léger-de-Peyre

## Gorges du Tarn és Grands Causses Településtársulás
2002. július 30. óta
- La Malène
- Mas-Saint-Chély
- Montbrun
- Quézac
- Sainte-Enimie

## Goulet-Mont Lozère Településtársulás
2000. december 5. óta
- Allenc
- Belvezet
- Le Bleymard
- Bagnols-les-Bains
- Chadenet
- Chasseradès
- Cubières
- Cubiérettes
- Mas-d’Orcières
- Saint-Frézal-d’Albuges
- Sainte-Hélène

## Hautes Terres Településtársulás
1998. december 3. óta
- Albaret-le-Comtal
- Arzenc-d’Apcher
- Brion
- Chauchailles
- La Fage-Montivernoux
- Fournels
- Noalhac
- Saint-Juéry
- Saint-Laurent-de-Veyrès
- Termes

## Haute Vallée d'Olt Településtársulás
2001. december 4. óta
- Badaroux
- Le Born
- Mende
- Pelouse

## Kelet-Margeride-i Településtársulás
2002. október 31. óta
- Chambon-le-Château
- Grandrieu
- Laval-Atger
- La Panouse
- Saint-Bonnet-de-Montauroux
- Saint-Paul-le-Froid
- Saint-Symphorien

## Lozère-i Aubrac Településtársulás
2007. október 30. óta
- Grandvals
- Malbouzon
- Marchastel
- Nasbinals
- Prinsuéjols
- Recoules-d’Aubrac

## Pays de Chanac Településtársulás
2004. december 21. óta
- Barjac
- Chanac
- Cultures
- Esclanèdes
- Les Salelles

## Pays de Florac et du Haut Tarn Településtársulás
2004. december 30. óta
- Bédouès
- Les Bondons
- Cocurès
- Florac
- Ispagnac

## Tarnon-Mimente Településtársulás
1999. december 31. óta
- Barre-des-Cévennes
- Cassagnas
- Rousses
- Saint-Julien-d’Arpaon
- Saint-Laurent-de-Trèves
- La Salle-Prunet
- Vebron

## Terre de Peyre Településtársulás
1996. december 30. óta
- Aumont-Aubrac
- La Chaze-de-Peyre
- Fau-de-Peyre
- Javols
- Sainte-Colombe-de-Peyre
- Saint-Sauveur-de-Peyre

## Terre de Randon Településtársulás
1998. december 21. óta
- Chastel-Nouvel
- Estables
- Lachamp
- Les Laubies
- Ribennes
- Rieutort-de-Randon
- Saint-Amans
- Saint-Denis-en-Margeride
- Saint-Gal
- Servières
- La Villedieu

## Terres d'Apcher Településtársulás
2006. december 26. óta
- Albaret-Sainte-Marie
- Les Bessons
- Chaulhac
- La Fage-Saint-Julien
- Fontans
- Julianges
- Lajo
- Le Malzieu-Forain
- Le Malzieu-Ville
- Les Monts-Verts
- Paulhac-en-Margeride
- Prunières
- Saint-Alban-sur-Limagnole
- Sainte-Eulalie
- Saint-Léger-du-Malzieu
- Saint-Pierre-le-Vieux
- Saint-Privat-du-Fau
- Serverette

## Valdonnezi Településtársulás
2000. szeptember 25. óta
- Balsièges
- Brenoux
- Lanuéjols
- Saint-Bauzile
- Saint-Étienne-du-Valdonnez

## Vallée de la Jonte Településtársulás
1992. december 22. óta
- Fraissinet-de-Fourques
- Gatuzières
- Hures-la-Parade
- Meyrueis
- Le Rozier
- Saint-Pierre-des-Tripiers

## Vallée Longue és Cévenneki Calbertois Településtársulás
2002. december 31. óta
- Le Collet-de-Dèze
- Saint-André-de-Lancize
- Saint-Germain-de-Calberte
- Saint-Hilaire-de-Lavit
- Saint-Julien-des-Points
- Saint-Martin-de-Boubaux
- Saint-Michel-de-Dèze
- Saint-Privat-de-Vallongue

## Villeforti Településtársulás
2001. december 20. óta
- Altier
- Pied-de-Borne
- Pourcharesses
- Prévenchères
- Saint-André-Capcèze
- Villefort

## Településtársuláshoz nem tartozó községek
1. Bagnols-les-Bains
2. Bassurels
3. La Bastide-Puylaurent
4. Blavignac
5. Rimeize
6. Saint-Chély-d’Apcher
7. Saint-Étienne-Vallée-Française
8. Saint-Julien-du-Tournel
9. Vialas

## Lásd még
- Lozère megye községei
- Lozère megye kantonjai